# Adairville
Adairville är en stad i Logan County, Kentucky, USA. År 2000 hade staden 920 invånare. Den har enligt United States Census Bureau en area på 3,4 km², allt är land.